# Samsung Galaxy Z Flip 4
Samsung Galaxy Z Flip 4 (стилизованный как Samsung Galaxy Z Flip4, на некоторых рынках продается как Samsung Galaxy Flip 4) - это складной смартфон, входящий в серию Samsung Galaxy Z. Он был анонсирован на августовской выставке Galaxy Unpacked наряду с Galaxy Z Fold 4. Он был выпущен 25 августа 2022 года..

## Дизайн

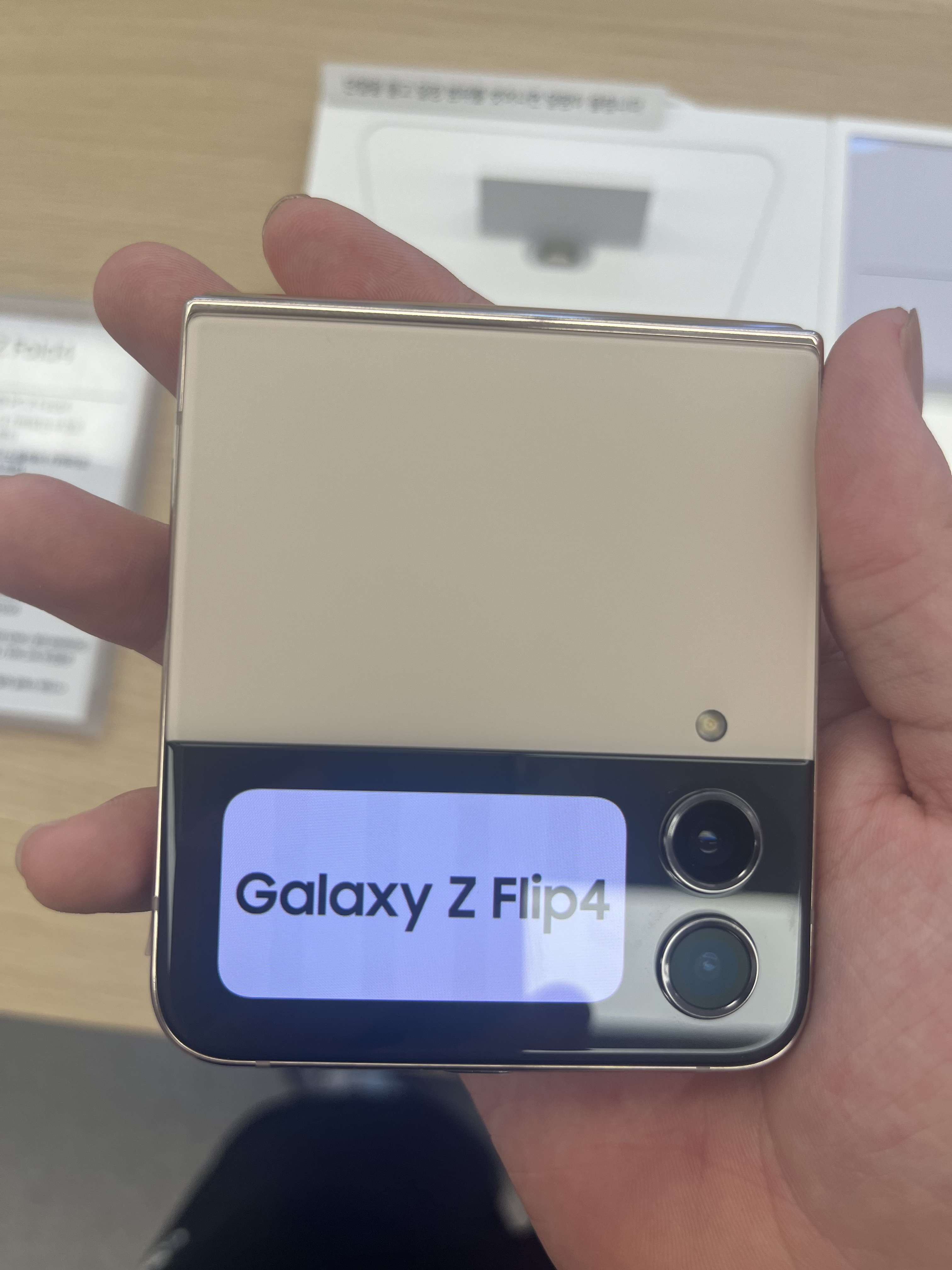
Samsung Galaxy Z Flip 4

Z Flip 4 использует ту же конструкцию, что и Z Flip, с алюминиевой рамкой, имеет 6,7-дюймовый дисплей, защищенный ультратонким стеклом производства Samsung, который может складываться в пространство размером 4,2 дюйма. Когда он сложен, логотип Samsung появляется в центре шарнира. В нем также используется 1,9-дюймовый внешний экран. Этот экран позволяет пользователям использовать такие виджеты, как музыка, погода, будильник, таймер, диктофон, расписание на сегодня, Samsung Health и bluetooth.
Samsung Galaxy Z Flip 4 доступен в четырех цветах: Graphite, Pink Gold, Bora Purple и Blue..

## Технические характеристики

### Аппаратное обеспечение
Galaxy Z Flip 4 имеет два экрана: складной внутренний 6,7-дюймовый дисплей с переменной частотой обновления 120 Гц и 1,9-дюймовый дисплей внешний.
Устройство оснащено 8 ГБ оперативной памяти и 128, 256 или 512 ГБ флэш-памяти UFS 3.1, без поддержки расширения объема памяти устройства с помощью карт micro-SD.
Z Flip 4 работает на базе процессора Qualcomm Snapdragon 8+ Gen 1.
Встроенный аккумулятор устройства - двухэлементная батарея емкостью 3700 мАч, которая быстро заряжается через USB-C до 25 Вт или с помощью беспроводной зарядки до 10 Вт.
Z Flip 4 оснащен двумя задними камерами, 12 МП широкоугольная камера и 12 МП ультраширокоугольная камера. Фронтальная камера на 10 МП расположена в верхней части дисплея.

### Программное обеспечение
Samsung Galaxy Z Flip 4 поставляется с Android 12 на базе One UI 4.1.

## Внешние ссылки
- samsung.com/ru/galaxy-hall-of-fame/galaxy-z-flip4/ — официальный сайт Samsung Galaxy Z Flip 4